# Faringitis
Faringitis je vnetje zadnje stene žrela (farinksa). Največkrat se kaže z bolečino v žrelu in vročino. Drugi simptomi so lahko izcedek iz nosu, kašelj, glavobol, hripavost. Simptomi po navadi trajajo tri do pet dni. Zapleta sta lahko sinuzitis in akutno vnetje srednjega ušesa.
Faringitis je običajno vrsta okužbe dihal. Večinoma gre za virusno okužbo. Streptokokna angina je vzrok faringitisa pri 25 % otrok in 10 % odraslih. Redki vzroki so druge bakterijske okužbe, kot npr. gonoreja, glive, dražilci, kot npr. dim, alergije in gastroezofagealna refluksna bolezen. Pri ljudeh z jasnimi simptomi virusne okužbe, npr. prehlada, se specifično testiranje ne priporoča. Sicer sta na voljo hitri antigenski test in bris žrela. Druga stanja, ki povzročajo podobne simptome, so epiglotitis, tiroiditis, retrofaringealni absces in občasno srčna bolezen.
Lajšanje bolečine je mogoče z nesteroidnimi protivnetnimi zdravili, npr. ibuprofenom. Uporablja se tudi topični lidokain. Streptokokna angina se običajno zdravi z antibiotiki, npr. s penicilinom ali amoksicilinom. Učinkovitost kortikosteroidov pri akutnem faringitisu, razen v hudih primerih, ni jasna.
V vsakem trimesečju se vnetje žrela pojavlja pri ok. 7,5 % ljudi. Faringitis je najpogostejši vzrok vnetja žrela. Pri odraslih se vnetje žrela povprečno pojavi dvakrat do trikrat letno, pri otrocih pa ok. petkrat letno. Beseda izhaja iz grške besede pharynx, kar pomeni »žrelo«, in pripone -itis, kar pomeni »vnetje«.